# Bric de Rubren
Cet article possède un paronyme, voir Bric.
Le Bric de Rubren, ou Grand Rubren, Cima Mongioia ou simplement Mongioia en italien, est une montagne du massif de Chambeyron, culminant à 3 340 m. Le sommet est traversé par la frontière franco-italienne.

## Géographie

### Situation, topographie
Individualisée par deux cols frontaliers, le pas de Salsa à l'est et le col de Rubren au sud, ainsi que par le col de Cornascle au nord-ouest, la montagne est cependant, pour l'essentiel, située en France, notamment le sommet secondaire des rochers de Rubren (3 199 m).

## Histoire
La première tentative d'ascension date de 1823 : on la doit au lieutenant géodésien Loreilhe. La seconde est celle de François Arnaud, en 1875. Le 6 octobre, il publie « Ascension du Grand Rubren » dans l'Annuaire du C.A.F.. Aucun des deux ne parvient cependant au sommet : les premiers alpinistes à le vaincre sont Paul Agnel et Joseph Risoul, guide à Fouillouse, le 20 juillet 1878.

## Ascension
Côté français, on accède au sommet en remontant la vallée de l'Ubaye ; après Saint-Paul-sur-Ubaye, on peut continuer en voiture jusqu'à une aire de stationnement à Maljasset. L'itinéraire, long, emprunte pour partie un sentier de grande randonnée de pays. L'accès final au sommet se fait par le versant sud-est, côté italien.